# George Southall
Pour les articles homonymes, voir Southall.
Montford George "Monty" Southall (né le 17 juillet 1907 à Wandsworth et mort le 2 mai 1993 à Waveney) est un coureur cycliste britannique. Il remporte la médaille de bronze de poursuite par équipes aux Jeux Olympiques de 1928 à Amsterdam en compagnie des trois frères Harry, Percy et Lew Wyld.

## Palmarès

### Jeux olympiques
- Amsterdam 1928
  -  Médaillé de bronze de la poursuite par équipes

### Championnats nationaux
- Champion de Grande-Bretagne de poursuite par équipes en 1929 et 1930